# Phrurolithus sinicus
Phrurolithus sinicus är en spindelart som beskrevs av Zhu och Maurizio Mei 1982. Phrurolithus sinicus ingår i släktet Phrurolithus och familjen flinkspindlar. Inga underarter finns listade i Catalogue of Life.